# Кухня Кот-д'Івуару

Розташування Кот-д'Івуару

Івуарійська кухня — це традиційна кухня Кот-д'Івуару або Берега Слонової Кістки, заснована на бульбах, зернах, свинині, курятині, морепродуктах, рибі, свіжих фруктах, овочах та спеціях. Це дуже схоже на ситуацію у сусідніх країнах Західної Африки. Поширені основні продукти харчування включають зернові та бульби. Кот-д'Івуар є одним з найбільших виробників Какао-бобів у світі, а також виробляє пальмову олію і каву.

## Звичайні продукти та страви

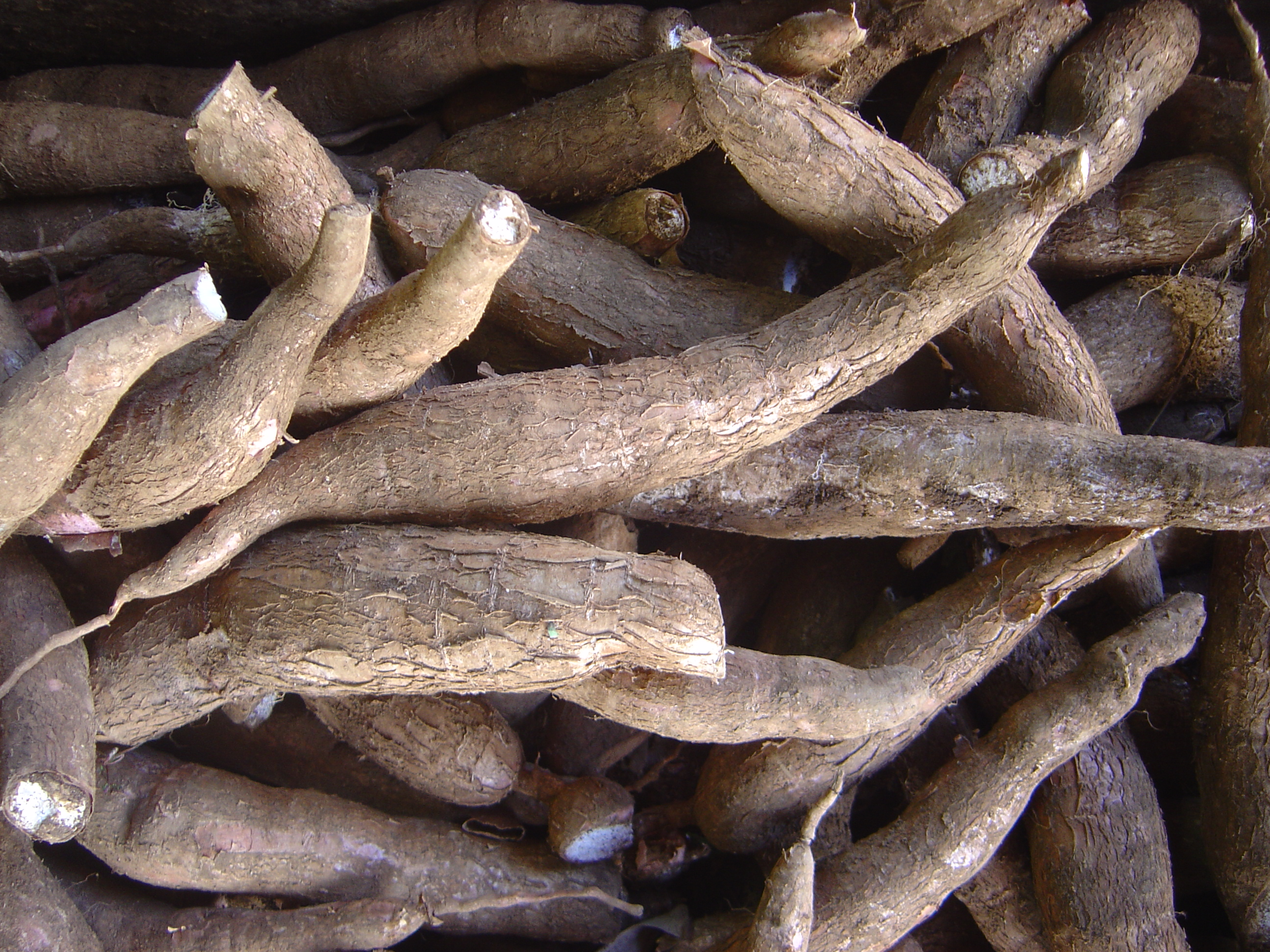
Сира маніока

Маніок і банани — важливі складові івуарійської кухні. Кукурудзяна паста aitiu використовується для приготування кукурудзяних кульок, а арахіс широко використовується у стравах. Attiéké — популярний гарнір у Кот-д'Івуарі, приготовлений з тертої маніоки, за смаком і консистенцією він дуже схожий на кускус. Поширеною вуличною їжею є alloco, що являє собою стиглий плід плантана, обсмажений в пальмовій олії, приправлений гострим соусом з цибулі та чилі. Його можна їсти окремо як закуску або часто з яйцем, звареними круто, а також як гарнір.
Риба-гриль і курка-гриль — найпопулярніші не вегетаріанські продукти. Нежирну цесарку з низьким вмістом жиру, яка популярна в регіоні, зазвичай називають «poulet bicyclette». Морепродукти включають тунця, сардини, креветки. Копчена риба також поширена, як і у всій Західній Африці.

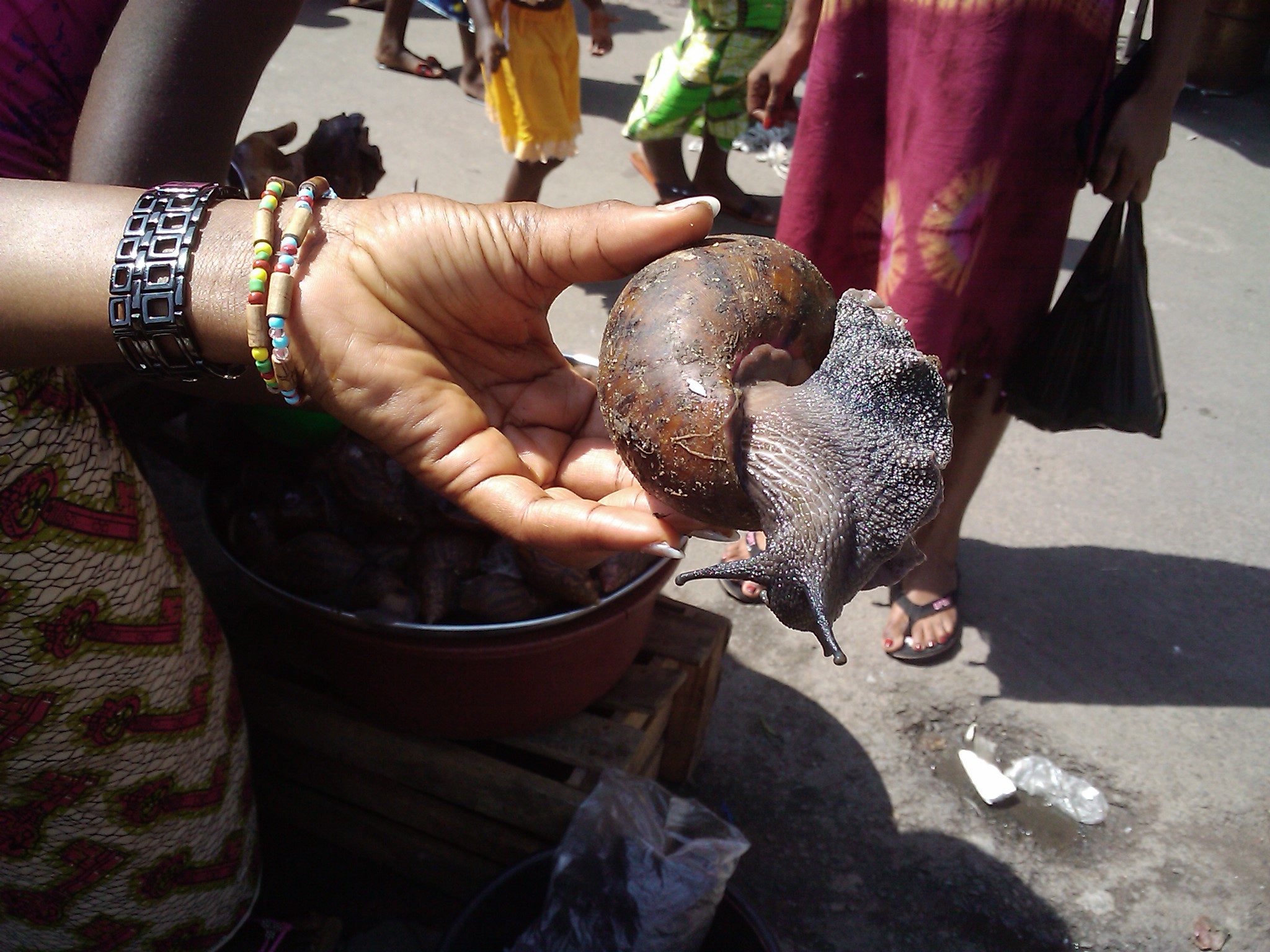
Івуарійські равлики

Maafe (вимовляється як «mafia») — поширена страва, що складається з м'яса в арахісовому соусі.
Тушене м'ясо на повільному вогні з різними інгредієнтами — ще один поширений продукт харчування в Кот-д'Івуарі. Кеджену — це гостре тушковане м'ясо, що складається з курки та овочів, які повільно готуються в закритій каструлі з невеликою кількістю або без додавання рідини. Це концентрує аромати курки та овочів і пом'якшує м'ясо курки. Зазвичай його готують у глиняній посудині, званій canari, на слабкому вогні або в духовці.
Івуарійські наземні равлики величезні і дуже цінуються, зазвичай їх готують на грилі або їдять із соусом.

### Фрукти та овочі

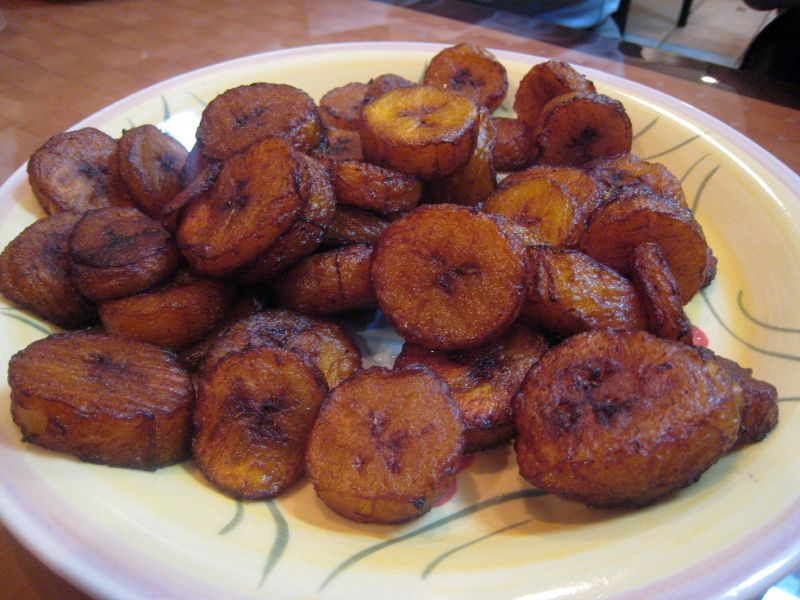
Alloco (смажений банан)

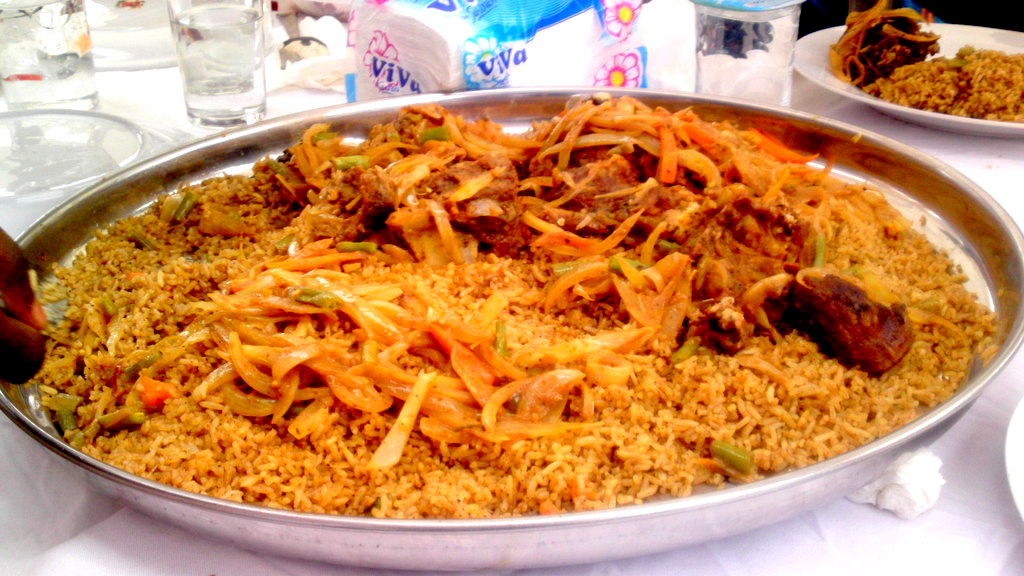
'Riz gras

Широко вживані фрукти включають мандарини, манго, маракую, сметанне яблуко і кокоси. Баклажани часто використовують у багатьох стравах. Foufou — це страва, що складається з пюре з бананів і пальмової олії, в той час як foutou готують з пюре з бананів і батату. Foutu banane, збите до еластичності на дотик, можна поєднувати з зернистим соусом, пальмовими горіхами, подрібненими в пасту, покриту яскраво-червоною олією, і використовувати для вживання.

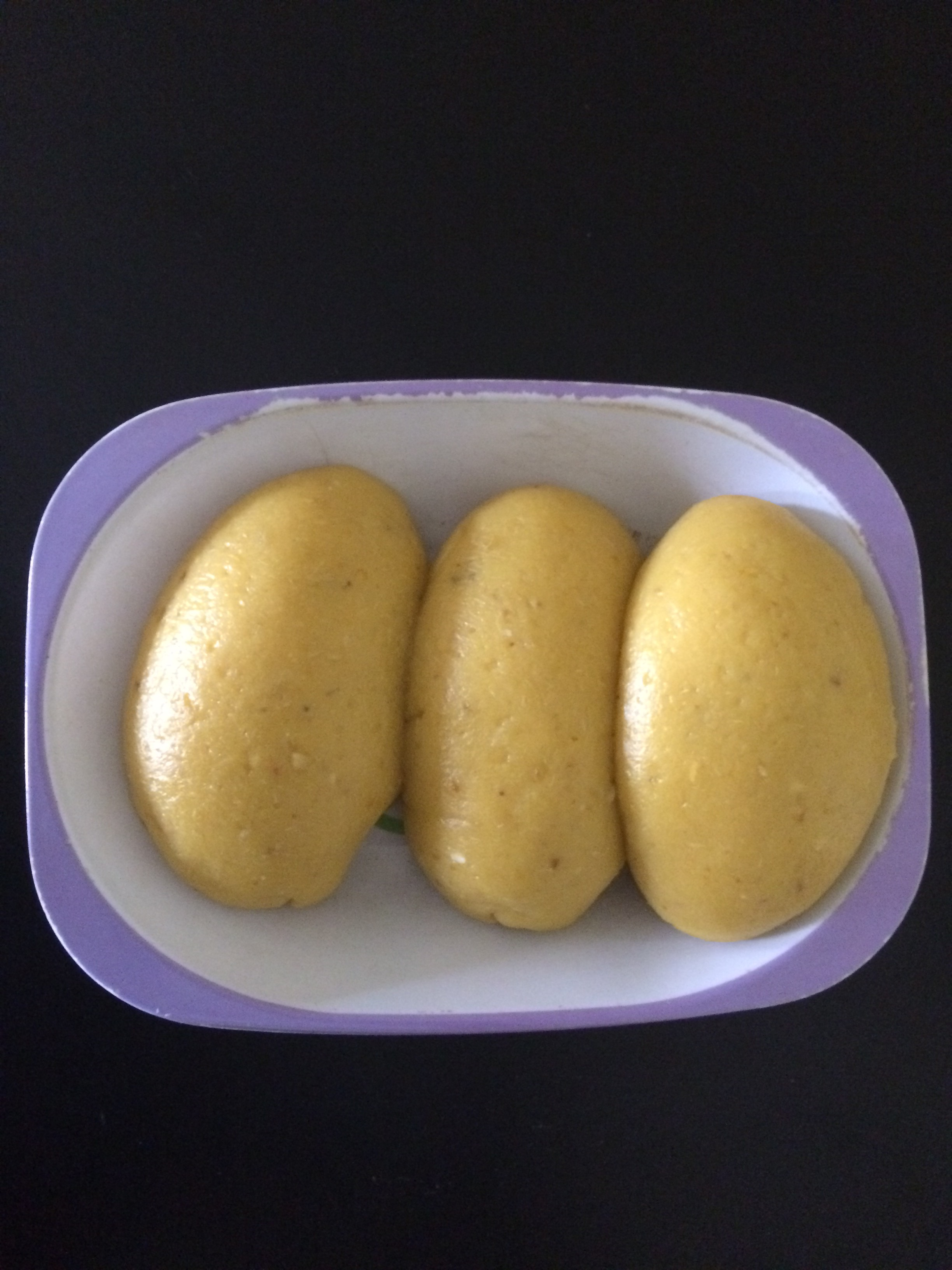
Foutu banane

Gombo frais (свіжа бамія) — це тушковане м'ясо зі шматочками помідора, пальмової олії та бамії, нарізаних разом. Його можна подавати з гарніром з alloco (смажені банани) або riz gras (жирний рис), івуарійської версії західноафриканського jollof rice, у якому пророщені зерна «готуються в супі, приготовленому з цибулі, обсмаженої у солодкому соку та тушкованої на повільному вогні з часником, свіжими помідорами та томатною пастою для отримання світлих та темних шарів».
Attiéké, «ферментована м'якоть маніоки, натерта на тертці і сформована в крихітні шматочки, схожі на кус-кус», має м'який смак, але може подаватися з шотландським перцем або бульйоном Maggi.

## Напої
Bangui - місцеве пальмове вино. «Gnamakoudji» — це подрібнений імбир, вичавлений через сирну тканину, потім пом'якшений ананасовим соком, лимоном і ваніллю. Nyamanku — місцевий безалкогольний напій, приготований з меленого кореня імбиря, змішаного з соками апельсинів, ананасів та лимонів.

## Ресторани Maquis
У івуарійців є свого роду невеликий ресторан просто неба під назвою maquis, унікальний для Кот-д'Івуару. У maquis зазвичай подають тушковану курку та рибу з цибулею та помідорами, attiéké або kedjenou.